# Espargos
Espargos je hlavním městem ostrova Sal v Kapverdských ostrovech. Populace ostrova čítá 6 137 obyvatel (dle měření v roce 2005). Toto město plní úlohu centra pro administrativu a hospodářství. Espargos se nachází na úpatí vrcholu Monte Curral. Historie ostrova sahá do 15. století, kdy zde osadníci postavili první osady poblíž pobřeží.